# 鹿豹座MY
鹿豹座MY（MY Camelopardalis，縮寫MY Cam），是位於疏散星團阿里坎特1（Alicante 1）內的一組聯星，在天球上位於鹿豹座，距離地球約13,000 ly（4,000 pc）。它是已知質量最巨大的聯星系統之一。鹿豹座MY是星團阿里坎特1中最明亮的成員星。

## 概要
鹿豹座MY由兩顆質量分別為32和38倍太陽質量的恆星組成，是密接聯星，也是食雙星。兩者的軌道週期為1.2日，軌道速度為1000000 km/h。這兩顆恆星大約在200萬年前形成。
鹿豹座MY的演化趨勢將是兩顆恆星合併為一顆質量達到太陽60倍的巨大恆星。這被認為是極高質量的單一恆星行成的其中一個方式。
天文學家最初發現鹿豹座MY時把它當成單一恆星的變星，而非聯星系統。2004年時鹿豹座MY才被確認是聯星系統。